# موراكسيلة كلبية
موراكسيلة كلبية[بحاجة لمصدر] (الاسم العلمي: Moraxella canis) هي نوع من البكتيريا يتبع جنس الموراكسيلة من الفصيلة الموراكسيلية.